# Вязовые
Вязовые, или Ильмовые (лат. Ulmaceae) — маленькое семейство крупных деревьев, принадлежащее к порядку Розоцветные (Rosales) класса Двудольные.
Цветки обоеполые, мелкие, в пучках, причём краевые чаще тычиночные и неплодущие, а срединные чаще плодущие. Плод односемянный, сжатый и сухой, реже мясистый. Цветочные почки не содержат листьев (они лишь до распускания прикрыты опадающими прицветниками), раскрываются обыкновенно ранее их и расположены при основании (в углах) годичных веточек, на средине и концах которых располагаются листовые почки, позже раскрывающиеся; это признак всего семейства.
В низкоширотных областях Северного полушария, где нет лесов, вязовые часто являются главными породами деревьев, применяемыми в озеленении. Древесина большого количества видов вязовых используется в машиностроении, при изготовлении мебели и в строительстве. 

## Систематика
Семейство включает всего девять родов (в некоторых источниках от 6 до 10), главный из которых — Вяз (Ulmus L.). Большинство родов тропические, с одним или несколькими видами каждый.
Список родов
Данный список составлен на основе данных сайта GRIN:
- Ampelocera Klotzsch — около 14 видов мелких тропических деревьев, которые встречаются от Мексики до Бразилии
- Hemiptelea Planch. — Гемиптелея, единственный вид Гемиптелея Давида (Hemiptelea davidii (Hance) Planch.)

- Holoptelea Planch. — ареал: Индия
- Phyllostylon Benth. — ареал: Бразилия
- Planera J.F.Gmel. — Планера, единственный вид Планера водная (Planera aquatica J.F.Gmel.)
- Ulmus L. — Вяз, от 20 до 30 видов
- Zelkova Spach — Зельква, включает несколько (5—7) видов

Род Каркас (Celtis L.) традиционно включался в семейство Вязовые, однако таксономическое положение рода в настоящее время не вполне выяснено, иногда этот род относят к отдельному семейству Celtidaceae. Согласно системе APG II, род Celtis может быть включён в семейство Коноплёвые (Cannabaceae).
Роды Aphananthe и Trema, иногда ранее относимые к Ulmaceae, часто относят к Cannabaceae.